# Ciénaga, Magdalena
Ciénaga là một khu tự quản thuộc tỉnh Magdalena, Colombia. Thủ phủ của khu tự quản Ciénaga đóng tại Ciénaga Khu tự quản Ciénaga có diện tích 1309 ki lô mét vuông. Đến thời điểm ngày 28 tháng 5 năm 2005, khu tự quản Ciénaga có dân số 130610 người.